# Porta linguarum Orientalium
Porta linguarum Orientalium (lateinisch für Tor zu den orientalischen Sprachen) ist eine Buchreihe zu Sprachen des Orients, die neben Grammatiken und Chrestomathien auch vergleichende Untersuchungen umfasst. Die Reihe wurde von Julius Heinrich Petermann begründet, der selbst einige Bände beisteuerte. Zunächst erschien die Reihe bei Eichler in Berlin, späterhin bei H. Reuther in Karlsruhe und Leipzig. Sprache der Publikation war Latein. Die Fortführung, nun in deutscher Sprache, übernahm in den 80er Jahren des 19. Jahrhunderts Hermann L. Strack. Aus H. Reuther wurde in der Zwischenzeit Reuther & Reichard in Berlin. Die letzten Bände erschienen schließlich bei Harrassowitz in Leipzig. Nach dem Zweiten Weltkrieg und dem Umzug des Verlages nach Wiesbaden begann Harrassowitz eine Neue Serie, die nun auch Bände in englischer Sprache enthält. Die Bände 15 und 17 wurden aus der alten Reihe übernommen.

## Bandliste

### Erste Reihe
- 1 Julius Heinrich Petermann: Brevis linguae Hebraicae grammatica, litteratura, chrestomathia cum glossario. Berlin 1864. (online)
- 2 Julius Heinrich Petermann: Brevis linguae Chaldaicae grammatica, litteratura, chrestomathia cum glossario. Berlin 1840. 2., verbesserte Auflage Berlin 1872 (online)
- 3 Julius Heinrich Petermann: Brevis linguae Samaritanae grammatica, litteratura, chrestomathia cum glossario. Karlsruhe und Leipzig 1873 (online)
- 4 Julius Heinrich Petermann: Brevis linguae Arabicae grammatica, litteratura, chrestomathia cum glossario. Berlin 1840; 2., verbesserte und erweiterte Auflage Karlsruhe und Leipzig 1867 (online)
- 5 Eberhard Nestle: Brevis linguae Syriacae grammatica, litteratura, chrestomathia cum glossario. Karlsruhe und Leipzig 1881 (online)
- 6 Julius Heinrich Petermann: Brevis linguae Armeniacae grammatica, litteratura, chrestomathia cum glossario. Berlin 1841; 2., verbesserte Auflage Karlsruhe und Leipzig 1872 (online)

Die als Nr. 7 & 8 geplanten Bände für das Äthiopische und das Persische scheinen nicht realisiert worden zu sein.

### Alte Serie
- 1 Hermann Leberecht Strack: Hebräische Grammatik mit Übungsstücken, Litteratur und Vokabular, zum Selbststudium und für den Unterricht. Karlsruhe 1883; 2., wesentlich vermehrte und verbesserte Auflage Karlsruhe 1885; 3., neubearbeitete Auflage Berlin 1890; 4., durchgesehene Auflage Berlin 1891; 7. Auflage Berlin 1899. Mit der  8. Auflage wechselte das Buch in den Münchner Beck-Verlag und wurde ersetzt durch Carl Steuernagel: Hebräische Grammatik mit Paradigmen, Literatur, Übungsstücken und Wörterverzeichnis. Berlin 1903; 2., vielfach verbesserte Auflage Berlin 1905; 7. Auflage Berlin 1926.
- 2
- 3
- 4 Albert Socin: Arabische Grammatik: Paradigmen, Litteratur, Übungsstücke und Glossar. Karlsruhe 1885; 3. vermehrte und verbesserte Auflage Berlin 1894; 4. Auflage bearbeitet von Carl Brockelmann Berlin 1899; 5., verbesserte Auflage Berlin 1904; 7., durchgesehene und verbesserte Auflage Berlin 1913; 10. Auflage Berlin 1929. Danach: Carl Brockelmann: Arabische Grammatik: Paradigmen, Literatur. Übungsstücke und Glossar. 11., neubearbeitete Auflage der Grammatik von Socin-Brockelmann Leipzig 1941; 12. Auflage Leipzig 1948.
- 5 Eberhard Nestle: Syrische Grammatik mit Litteratur, Chrestomathie und Glossar. 2., vermehrte und verbesserte Auflage der Brevis linguae Syriacae Berlin 1888. Danach: Carl Brockelmann: Syrische Grammatik: mit Paradigmen, Literatur, Chrestomathie und Glossar. Berlin 1899; 2. Auflage 1905; 3., vermehrte und verbesserte Auflage 1912; 4. Auflage 1925; 5. Auflage 1938; 6. Auflage Leipzig 1951; 7. Auflage 1955.
- 6
- 7 Franz Praetorius: Äthiopische Grammatik: mit Paradigmen, Litteratur, Chrestomathie und Glossar. Karlsruhe und Leipzig 1886. (online)
- 8 Adalbert Merx: Chrestomathia Targumica: quam collatis libris manu scriptis antiquissimis Tiberiensibus editionibusque impressis celeberrimis ad codices vocalibus Babylonicis instructos edidit adnotatione critica et glossario instruxit Adalbertus Merx. Berlin 1888. (online)
- 9 Georg Jacob: Arabische Bibel-Chrestomathie. Berlin 1888.
- 10 Friedrich Delitzsch: Assyrische Grammatik mit Paradigmen, Übungsstücken, Glossar und Litteratur. Berlin 1889 (online); 2., durchgesehene Auflage Berlin 1906. (online)
- 11 August Müller: Türkische Grammatik mit Paradigmen, Litteratur, Chrestomathie und Glossar. Berlin 1889.
- 12 Carl Salemann, Valentin Shukovski: Persische Grammatik mit Litteratur Chrestomathie und Glossar. Berlin 1889; 4. Auflage Leipzig 1947.
- 13 Theodor Nöldeke: Delectus veterum carminum arabicorum. Berlin 1890.
- 14 Georg Steindorff: Koptische Grammatik mit Chrestomathie, Wörterverzeichnis und Litteratur. Berlin 1894; 2., gänzlich umgearbeitete Auflage Berlin 1904; 3. Auflage Berlin 1930 [Nachdruck Hildesheim 1979]
- 15 Adolf Erman: Ägyptische Grammatik mit Schrifttafel, Litteratur, Lesestücken und Wörterverzeichnis. Berlin 1894; Ägyptische Grammatik mit Schrifttafel, Paradigmen und Übungsstücken zum Selbststudium und zum Gebrauch in Vorlesungen. 2., gänzlich umgearbeitete Auflage Berlin 1902; 3., völlig umgestaltete Auflage Berlin 1911; 4. Auflage Berlin 1928.
- 16 Rudolf Ernst Brünnow (Hrsg.): Chrestomathie aus arabischen Prosaschriftstellern im Anschluß an Socin's Arabische Grammatik. Berlin 1895; ab der 2. Auflage als Arabische Chrestomathie aus Prosaschriftstellern. 2. Auflage, völlig neu bearbeitet und hrsg. von August Fischer Berlin 1913 (online); 3. Auflage (verbesserter Neudruck der 2. Auflage) Berlin 1924; 4. Auflage (verbesserter Neudruck der 2. und 3. Auflage); 5. Auflage Leipzig 1948.
- 17 Heinrich Zimmern: Vergleichende Grammatik der semitischen Sprachen: Elemente der Laut- und Formenlehre. Mit einer Schrifttafel von Julius Euting. Berlin 1898. (online)
- 18 Karl Marti: Kurzgefasste Grammatik der biblisch-aramäischen Sprache, Literatur, Paradigmen, Texte und Glossar. Berlin 1896; 2., verbesserte Auflage 1911; 3., verbesserte Auflage 1925. (online)
- 19 Adolf Erman: Aegyptische Chrestomathie zum Gebrauch auf Universitäten und zum Selbstunterricht. Berlin 1904.
- 20 Adolf Erman: Aegyptisches Glossar : die häufigeren Worte der aegyptischen Sprache. Berlin 1904.
- 21 Carl Brockelmann: Kurzgefasste vergleichende Grammatik der semitischen Sprachen. Elemente der Laut- und Formenlehre. Berlin 1908 (online).
- 22 Sten Konow: Khotansakische Grammatik: mit Bibliographie, Lesestücken und Wörterverzeichnis. Leipzig 1941.
- 23 Annemarie von Gabain: Alttürkische Grammatik: mit Bibliographie, Lesestücken und Wörterverzeichnissen, auch neutürkisch. Mit 4 Schrifttafeln und 7 Schriftproben. Leipzig 1941; 2., verbesserte Auflage Leipzig 1950.
- 24 Maria Höfner: Altsüdarabische Grammatik. Leipzig 1943. [Nachdruck Osnabrück 1976]
- 25 Annemarie von Gabain: Özbekische Grammatik: mit Bibliographie, Lesestücken und Wörterverzeichnis. Leipzig u. a. 1945.

### Neue Serie
- 1 Nicholas Poppe: Grammar of Written Mongolian. Wiesbaden 1954; 2. Auflage 1964; 4. Auflage  1991. ISBN 3-447-00684-6
- 2 Hans Kähler: Grammatik der Bahasa Indonésia: mit Chrestomathie und Wörterverzeichnis. Wiesbaden 1956; 2., revidierte Auflage 1965; 3., revidierte Auflage 1983. ISBN 3-447-02345-7.
- 3 Hans Joachim Kißling: Osmanisch-türkische Grammatik. Wiesbaden 1960.
- 4 Nikolaus Poppe: Vergleichende Grammatik der altaischen Sprachen 1: Vergleichende Lautlehre. Wiesbaden 1960.
- 5 Franz Rosenthal: A Grammar of Biblical Aramaic. Wiesbaden 1961; 2., durchgesehene Auflage 1963; 3. Auflage 1968; 6., revidierte Auflage 1995 ISBN 3-447-03590-0; 7., erweiterte Auflage 2006 ISBN 978-3-447-05251-1
- 6 Sabatino Moscati (Hrsg.): An Introduction to the Comparative Grammar of the Semitic Languages: Phonology and Morphology. Wiesbaden 1964.
- 7 Richard F. Kreutel: Osmanisch-türkische Chrestomathie. Wiesbaden 1965.
- 8 Heinz Grotzfeld: Syrisch-arabische Grammatik (Dialekt von Damaskus). Wiesbaden 1965.
- 9 John Andrew Boyle: Grammar of Modern Persian. Wiesbaden 1966.
- 10 Franz Rosenthal: An Aramaic Handbook. Wiesbaden 1967.
- 11 Wolfdietrich Fischer: Grammatik des klassischen Arabisch. Wiesbaden 1972 ISBN 3-447-01387-7; 3., verbesserte Auflage 2002 ISBN 3-447-04512-4; 4., verbesserte Auflage 2006 ISBN 978-3-447-05265-8
- 12 Joshua Blau: A Grammar of Biblical Hebrew. Wiesbaden 1976. ISBN 3-447-01554-3; 2., verbesserte Auflage 1993 ISBN 3-447-03362-2
- 13 Rudolf Macuch, Estiphan Panoussi: Neusyrische Chrestomathie. Wiesbaden 1974. ISBN 3-447-01531-4
- 14 Ariel Bloch: A Chrestomathy of Modern Literary Arabic. Wiesbaden 1974. ISBN 3-447-01555-1
- 15 Annemarie von Gabain: Alttürkische Grammatik. 3. Auflage Wiesbaden 1974. ISBN 3-447-01514-4
- 16 Wolfdietrich Fischer, Otto Jastrow (Hrsg.): Handbuch der arabischen Dialekte. Wiesbaden 1980. ISBN 3-447-02039-3
- 17 Rudolf Ernst Brünnow, August Fischer: Arabische Chrestomathie aus Prosaschriftstellern. 6., revidierte Auflage Wiesbaden 1984. ISBN 3-447-02448-8; 7. Auflage 1988; 8., neubearbeitete Auflage 2006 ISBN 978-3-447-05696-0
- 18 Rudolf Macuch: Neumandäische Chrestomathie: mit grammatischer Skizze, kommentierter Übersetzung und Glossar. Wiesbaden 1989. ISBN 3-447-02859-9
- 19 Takamitsu Muraoka: Classical Syriac: A Basic Grammar with a Chrestomathy. Wiesbaden 1997 ISBN 3-447-03890-X; 2., revidierte Auflage 2005 ISBN 3-447-05021-7
- 20 Bentley Layton: A Coptic Grammar: With Chrestomathy and Glossary. Sahidic Dialect. Wiesbaden 2000 ISBN 3-447-04240-0; 2., revised and expanded edition with an index of citations 2004 ISBN 3-447-04833-6
- 21 Wolf Leslau: Introductory Grammar of Amharic. Wiesbaden 2000. ISBN 3-447-04271-0
- 22 Manfred Woidich: Das Kairenisch-Arabische. Eine Grammatik. Wiesbaden 2006. ISBN 978-3-447-05315-0
- 23 Michael Streck: Altbabylonisches Lehrbuch. Wiesbaden 2011. ISBN 978-3-447-06456-9